# Spoorlijn Tartu - Petsjory

Het spoorwegnet van Estland in de jaren vijftig, met de lijn Tartu-Petsjory aangegeven in zwart

De spoorlijn Tartu - Petsjory is een spoorlijn, die loopt van Tartu in Estland naar Petsjory in Rusland. De spoorlijn is 87,3 kilometer lang, niet geëlektrificeerd en enkelsporig. De spoorbreedte is 1520 millimeter (breedspoor). Op het station Tartu geeft de lijn aansluiting op de spoorlijn Tapa - Tartu en de spoorlijn Tartu - Valga. Er rijden sinds de jaren negentig van de 20e eeuw geen passagierstreinen meer over het Russische deel van het traject; Koidula, even voor de Russische grens, is sinds 2011 het eindpunt.

## Geschiedenis
De spoorlijn is in 1931 aangelegd, toen Petsjory onder de naam Petseri nog deel uitmaakte van de republiek Estland. De spoorlijn Tapa - Tartu lag er toen al sinds 1876, de spoorlijn van Tartu naar Valga sinds 1887. In Petseri sloot de lijn aan op de spoorlijn Valga - Petsjory, die in 1889 was geopend.
Na de Estische Onafhankelijkheidsoorlog kwamen de spoorwegen in Estland onder beheer van Eesti Vabariigi Raudtee (EVR), de Estische Staatsspoorwegen. Na de bezetting van Estland door de Sovjet-Unie in 1940 werd de exploitatie van de Estische spoorlijnen overgenomen door de Sovjetspoorwegen (Советские железные дороги). Na het herstel van de onafhankelijkheid in 1991 kwam het spoorvervoer in handen van de nationale vervoersmaatschappij Eesti Raudtee.
In 1997 werd Edelaraudtee opgericht, die de lijnen exploiteerde die met dieseltreinen werden gereden, waaronder ook het traject Tartu - Petsjory. Sinds 1 januari 2014 wordt al het personenvervoer per spoor in Estland verzorgd door Elron.
Sinds de inlijving van Petsjory bij de Russische Socialistische Federatieve Sovjetrepubliek op 16 januari 1945 ligt een klein deel van het traject op Russisch grondgebied. Dat was geen probleem in de tijd dat de Sovjet-Unie nog bestond. Het werd wel een probleem toen Estland in 1991 zijn onafhankelijkheid herstelde. Toen moesten reizigers en goederen die van een plaats langs de spoorlijn Tartu - Petsjory naar een plaats langs de spoorlijn Valga - Petsjory moesten, over Russisch grondgebied reizen. Dat bracht bureaucratisch oponthoud met zich mee.
In 2011 kwam bij het dorpje Koidula, aan de Russische grens op 2 km van Petsjory, een nieuw stukje spoor met een nieuw station gereed. De lijn Tartu - Petsjory was vanaf Orava verlegd, zodat die lijn vóór Petsjory, in plaats van in Petsjory, samenkwam met de spoorlijn Valga - Petsjory (die overigens in 2001 voor reizigersverkeer gesloten was). Het stukje nieuw spoor in combinatie met het nieuwe station, dat faciliteiten voor reizigers en goederen en een douanepost heeft, maakt vervoer langs de trajecten Tartu - Koidula en Valga - Koidula mogelijk buiten Rusland om. Bovendien dient Koidula als overslagstation voor goederen van en naar Rusland, via het spoor naar Petsjory.
Sinds 2011 is het nieuwe station Koidula het eindpunt voor de passagierstreinen vanuit Tartu. Voor de opening was dat Orava.

## Exploitatie
Tussen Tartu en Koidula rijden uitsluitend stoptreinen, twee per dag in beide richtingen. Sinds 2012 rijden in de zomermaanden een of twee treinen per dag door naar het toeristenoord Piusa aan de lijn Valga-Petsjory. Het tussenliggende station, Veski in de plaats Kolodavitsa, blijft gesloten.
Er is geen reizigersverkeer tussen Koidula en Petsjory; Koidula is het eindpunt. Aan de Russische kant rijden de treinen uit Pskov ook niet verder dan Petsjory.
De lijn wordt ook gebruikt voor goederenvervoer. In deze sector is de vervoerder Operail, het vroegere EVR Cargo.

## Stations
De spoorlijn heeft stations in:
- Tartu
- Kirsi (dit station ligt in Tartu-Zuid, naast het station Aardla aan de spoorlijn Tartu - Valga)
- Ülenurme
- Uhti
- Reola
- Vana-Kuuste
- Rebase
- Vastse-Kuuste
- Valgemetsa
- Kiidjärve
- Taevaskoja
- Põlva
- Holvandi
- Ruusa
- Veriora
- Ilumetsa (dit station ligt bij de plaats Kikka)
- Orava
- Koidula

De stations tussen Orava en Petsjory kwamen niet terug na de verlegging van de spoorlijn in 2011. Het station in Kliima bleef gesloten, terwijl het station Piiroja (in het dorp Kolodavitsa) niet meer langs het tracé lag.

## Foto’s

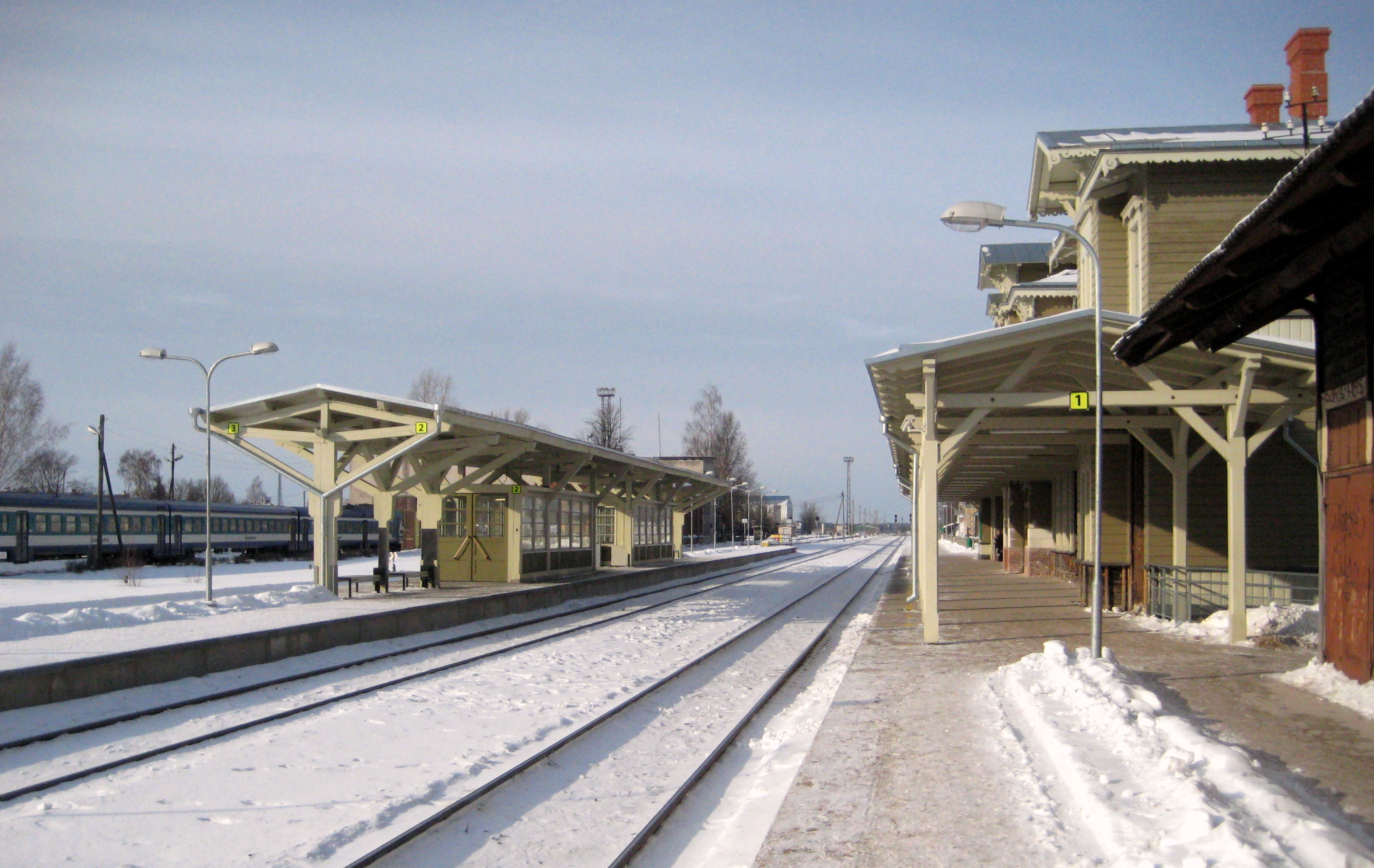
Station Tartu
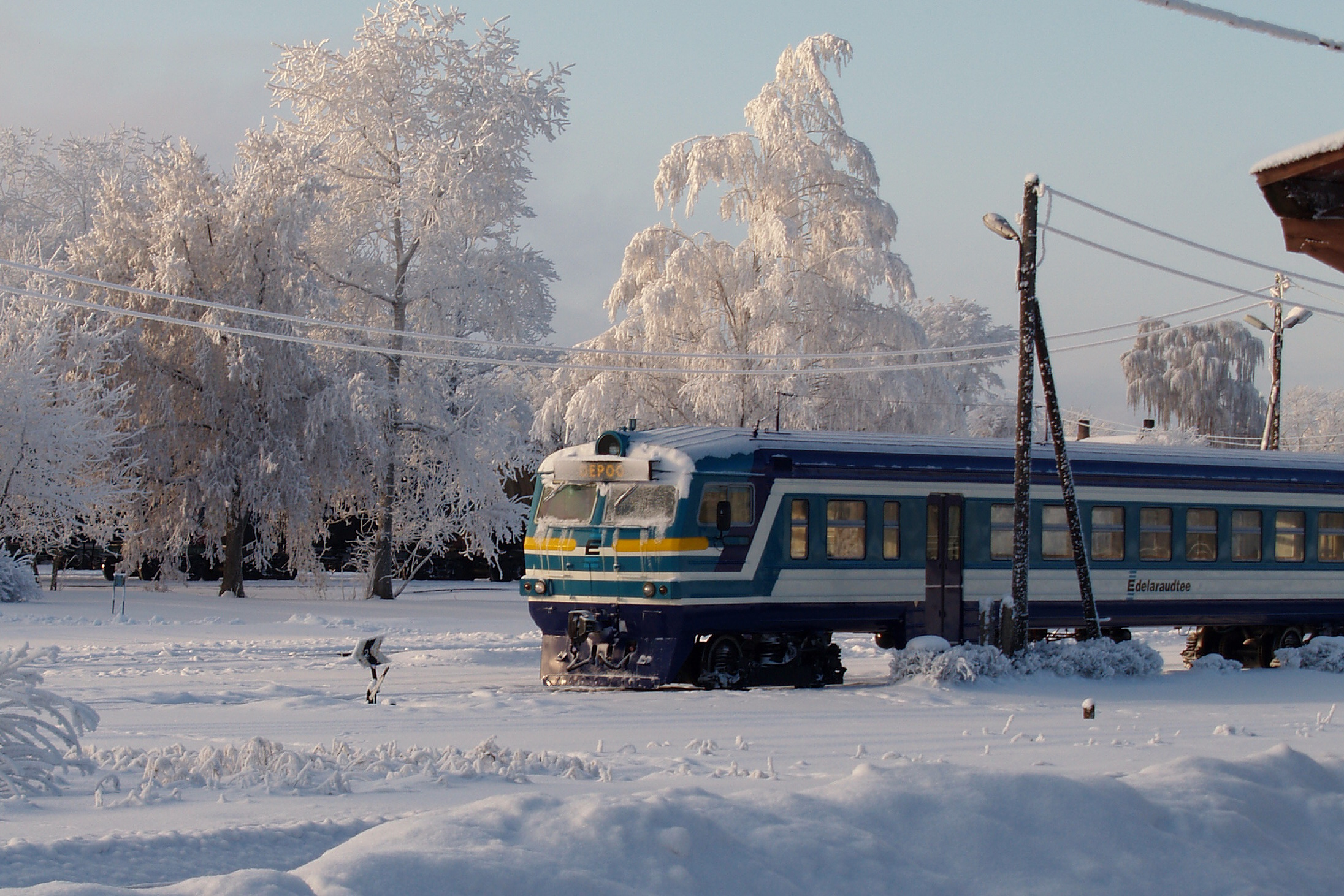
Een trein van Edelaraudtee op het station Tartu anno 2010
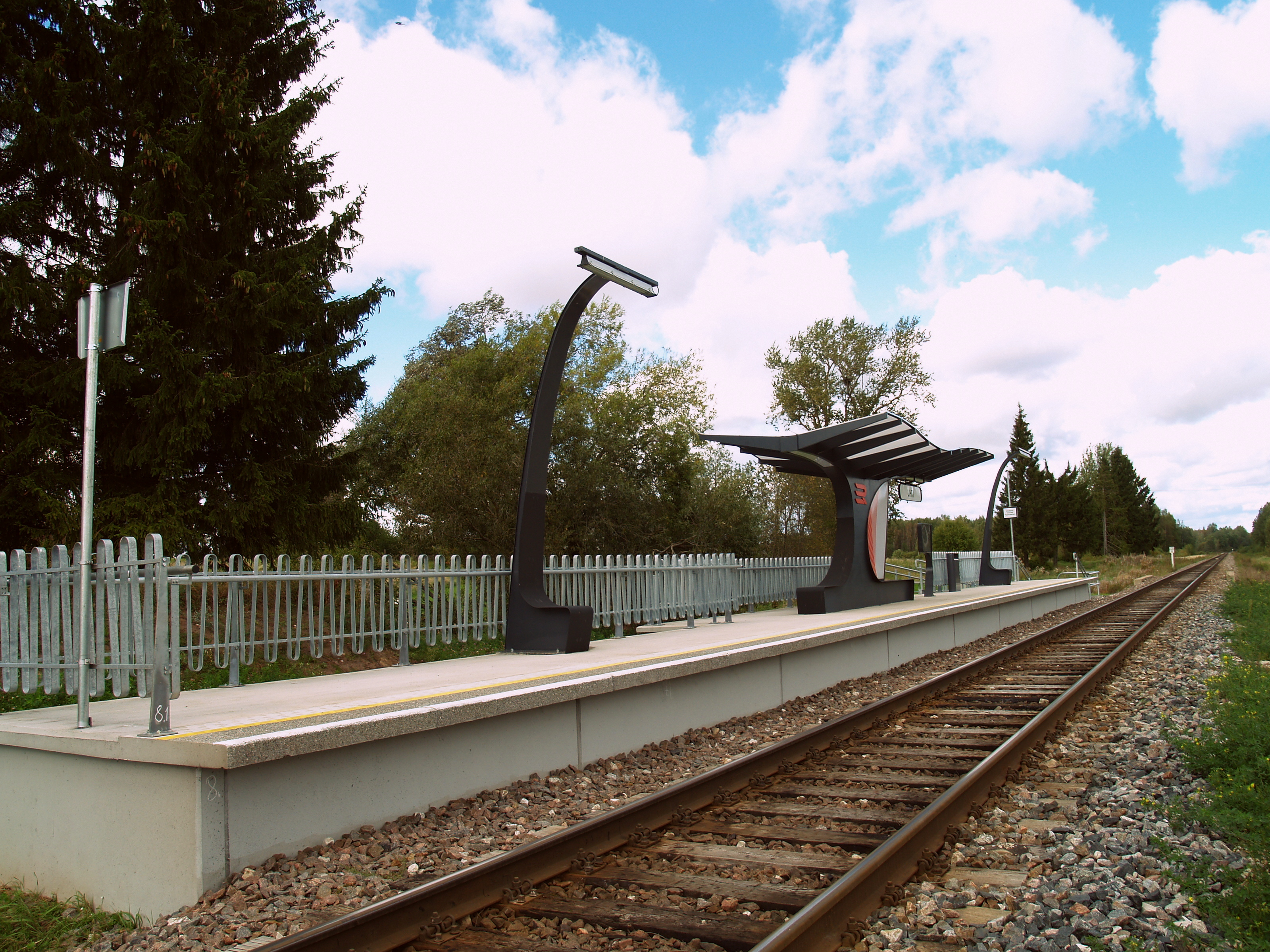
Station Uhti
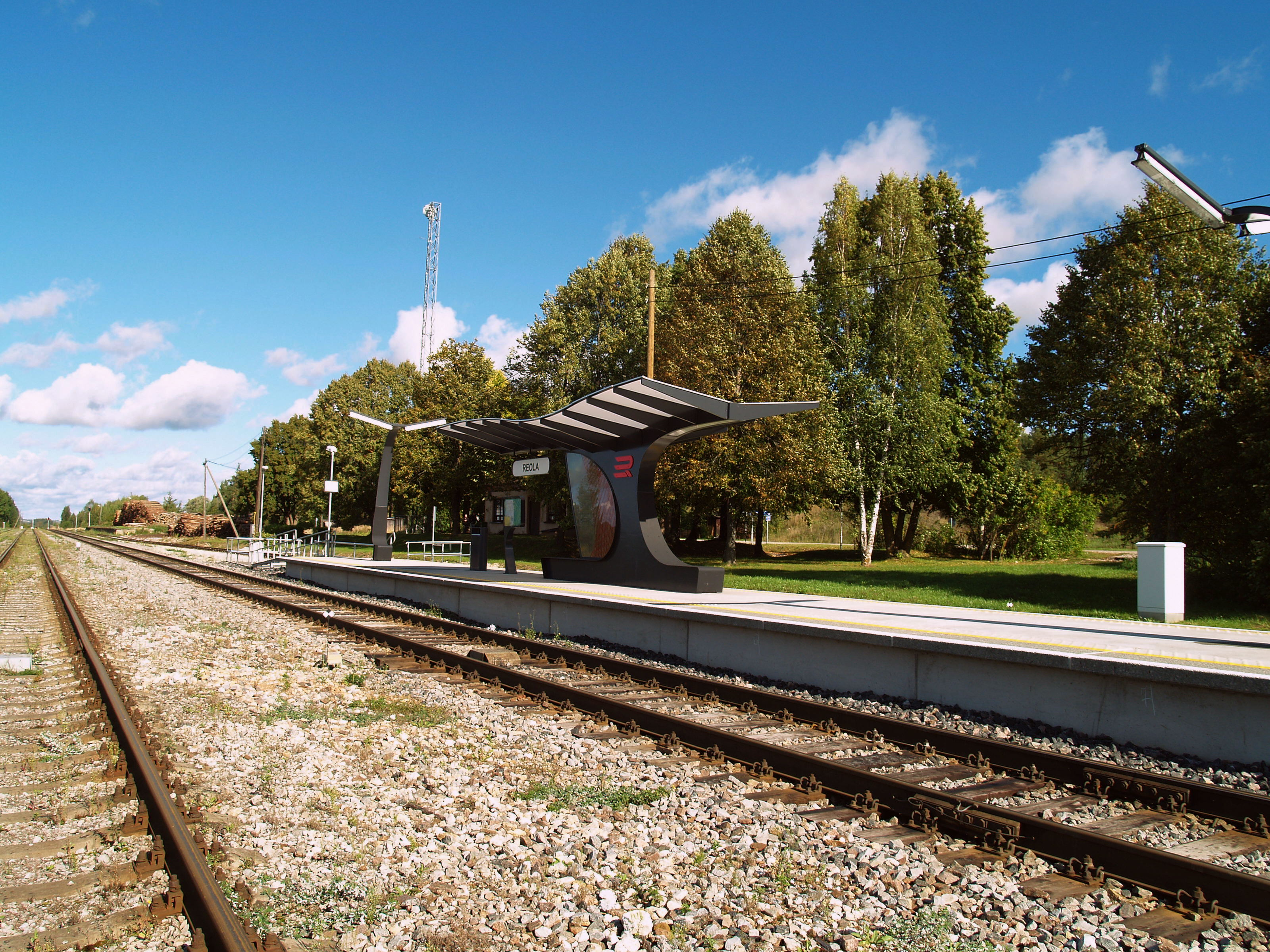
Station Reola
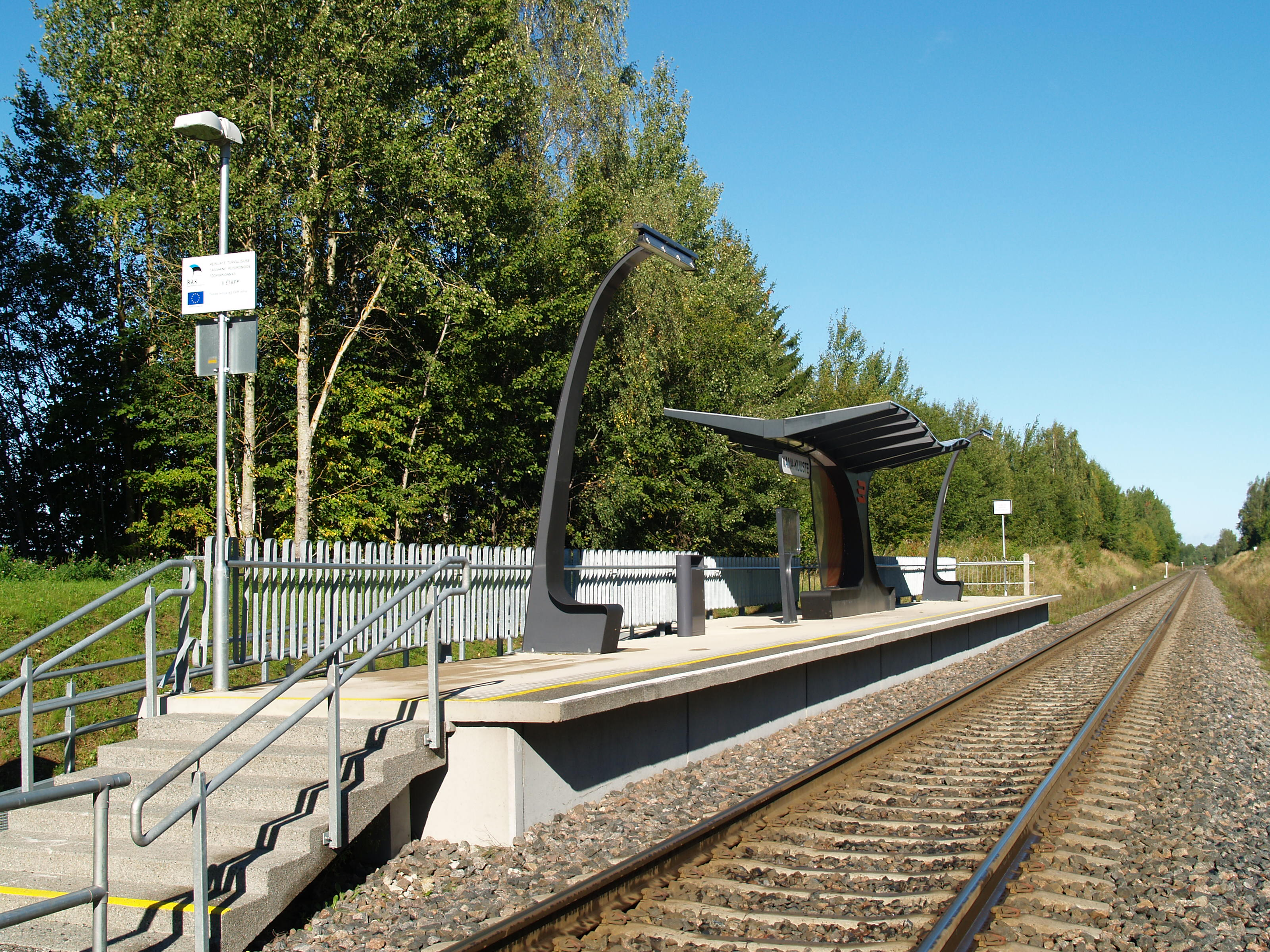
Station Vana-Kuuste
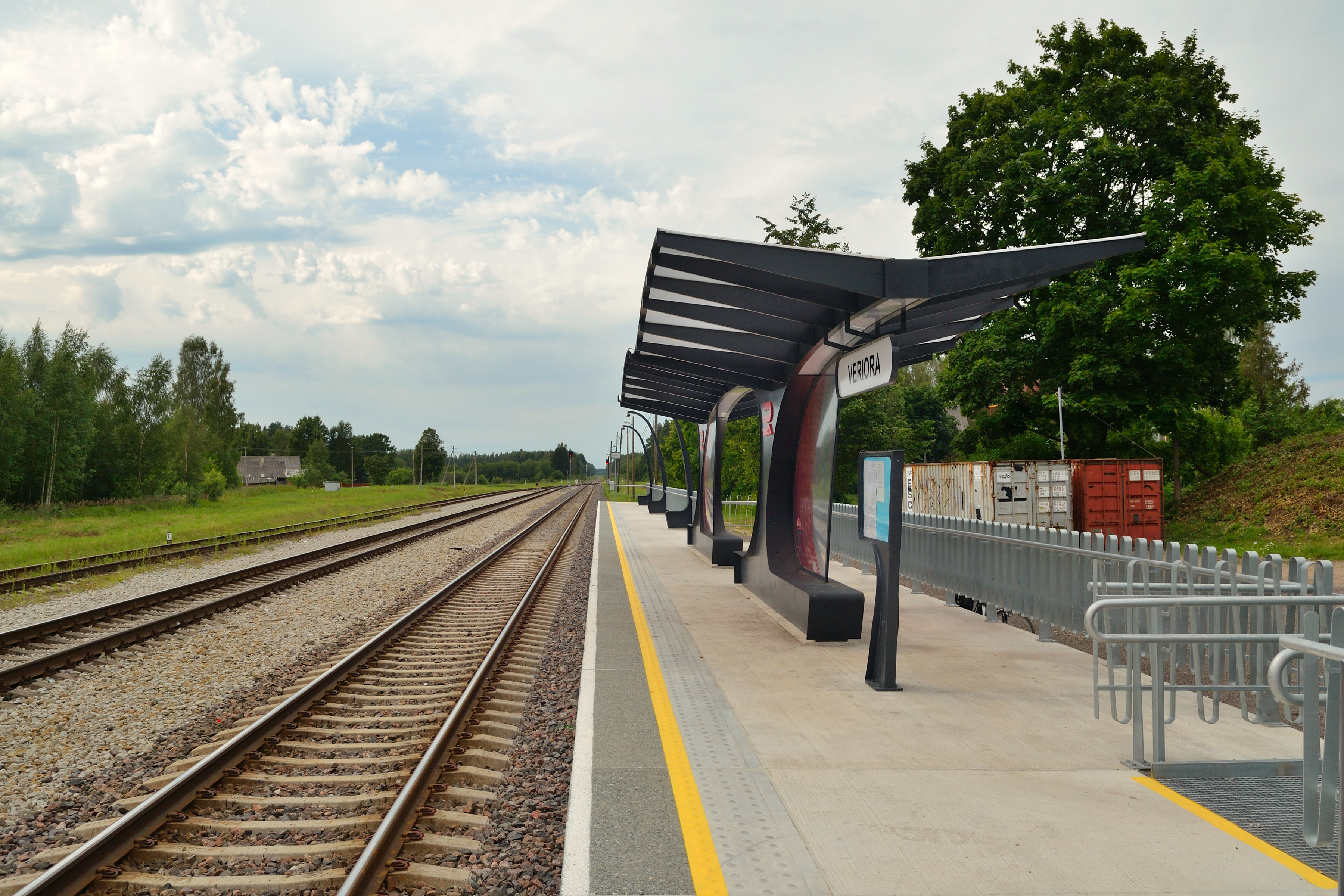
Station Veriora
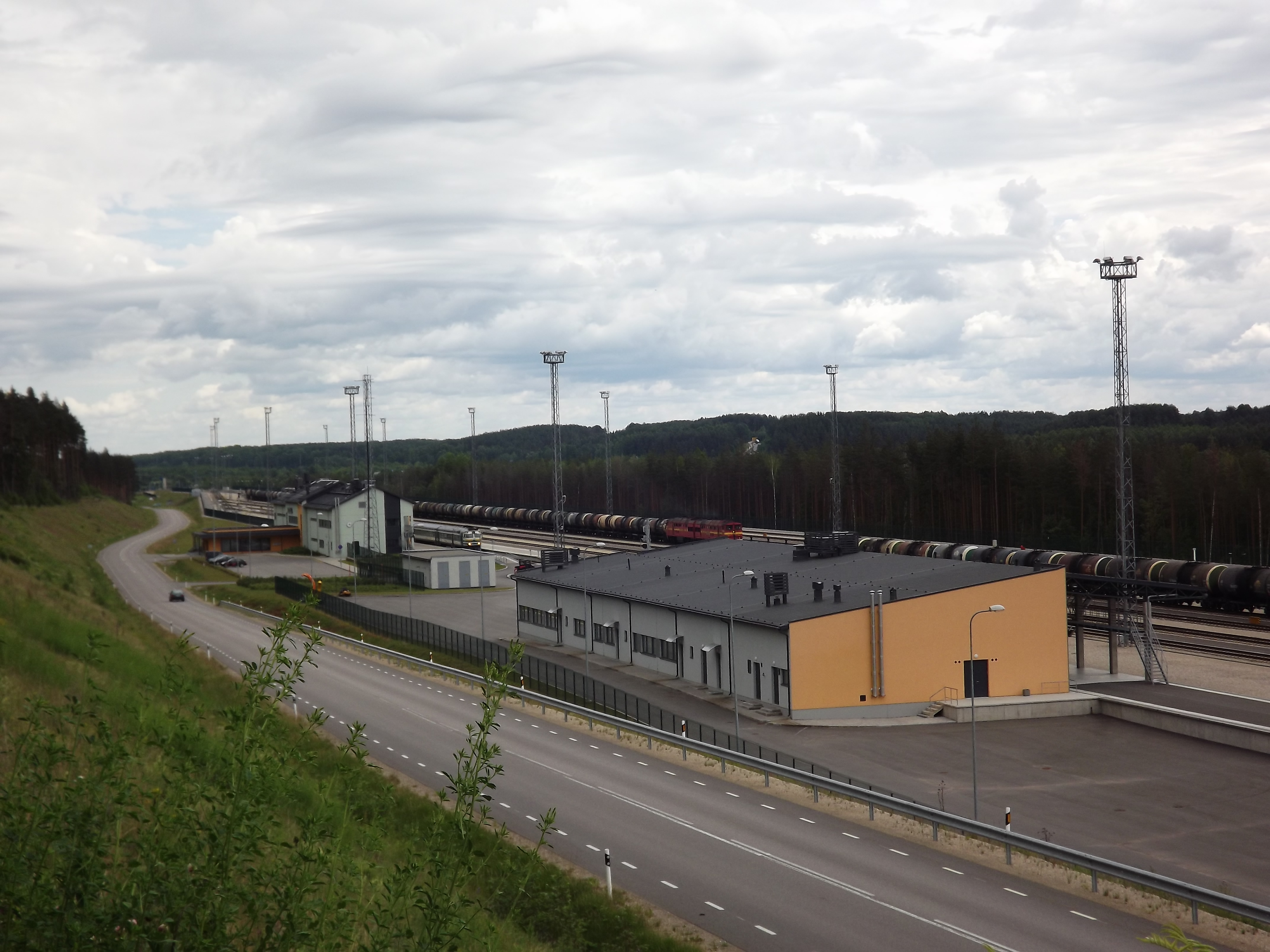
Station Koidula. Voor: het goederenstation, achter: het passagiersstation
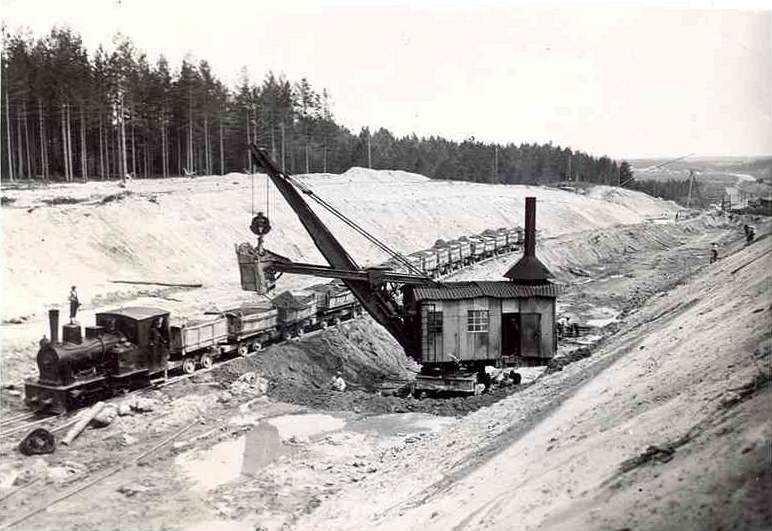
Werkzaamheden aan de spoorlijn Tartu - Petsjory anno 1930